# Río Svir
El río Svir (del ruso: Свирь); en finés: Syväri; en estonio: Sviri es un corto río ruso localizado en el oeste del óblast de Leningrado. Fluye desde el lago Onega en dirección oeste hasta el lago Ládoga, conectando los dos lagos más grandes de Europa. El Svir es el mayor de los afluentes que vierten al lago Ládoga.

## Geografía
El río, en dirección aguas abajo, pasa por las ciudades de Podporozhye (19 600 hab.), Nikolski (2600 hanb.),Vázhiny (2700 hab.), Vérjnie Mándrogui (2700 hab.), Svirstroy (978 hab.), Lodéynoye Pole (22 830 hab.) y Krasny Bor (4800 hab.).
Sus principales afluentes son los siguientes ríos: 
- río Vázhinka (a la derecha);
- río Oyat, por la margen izquierda, con una longitud de 266 km y una cuenca de 5220 km²;
- río Pashá, por la margen izquierda, con una longitud de 242 km;

En la margen derecha del curso inferior se declaró en 1980 la Reserva Natural de Nizhnesvirski (416 km²), para proteger la zona de desembocadura en el lago Ládoga, que es un importante santuario de aves acuáticas. 
El río permanece congelado de noviembre/diciembre (incluso en enero) hasta la segunda quincena de abril/1ª quincena de mayo.

## Historia
Desde de que Pedro el Grande conectase el Svir con el río Nevá mediante el canal Ládoga (117 km), el río ha formado parte de la vía navegable Volga-Báltico, que une Moscú con San Petersburgo. Hay dos centrales hidroeléctricas en el Svir. 
El río fluye frente al monasterio Aleksandro-Svirski, que solía usarse como SvirLAG (uno de los más famosos gulags). La zona que rodea el río vio intensos combates durante la Guerra de Continuación (1941-44).

## Sitio Ramsar del delta del Svir
El río Svir forma un delta al desembocar en el lago Ladoga. En 1994 se catalogó como sitio Ramsar número 688 (60°34′N 32°55′E) con una extensión de 605 km² en el óblast de Leningrado. Es reserva natural y refugio de la naturaleza. El delta consta de numerosos canales, arroyos, pantanos, lagos, praderas húmedas, pólderes y las aguas poco profundas de la bahía de Svir, con playas de arena y cañaverales. Los hábitats terrestres incluyen pantanos, turberas y ciénagas de transición. La vegetación se compone de abetos, pinos y bosques mixtos. Los sauces y el aliso gris, Alnus incana, están muy extendidos. En las llanuras aluviales hay prados. El sitio proporciona un hábitat importante para 44 especies de aves amenazadas regionalmente y es un área de descanso y alimentación extremadamente importante para los gansos migratorios. El número de gansos alcanza ls 150.000 aves y hay hasta 600.000 patos de diversas especies que pasan por la zona en primavera. Numerosas especies de aves acuáticas se reproducen en el sitio. Las actividades humanas incluyen la agricultura, la ganadería, la producción de heno, la pesca y la caza.

## Enlaces externos

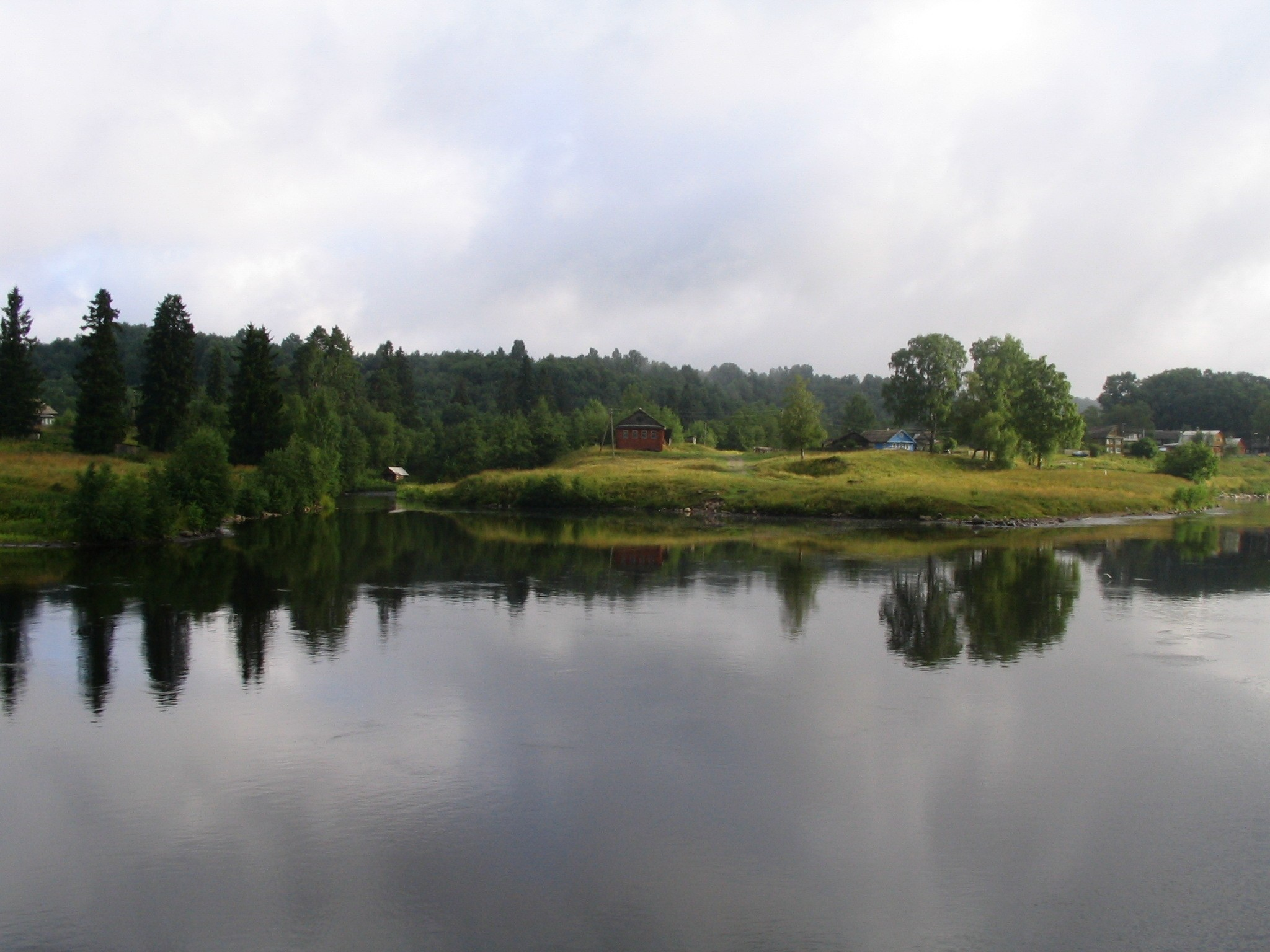
Otra vista del río.

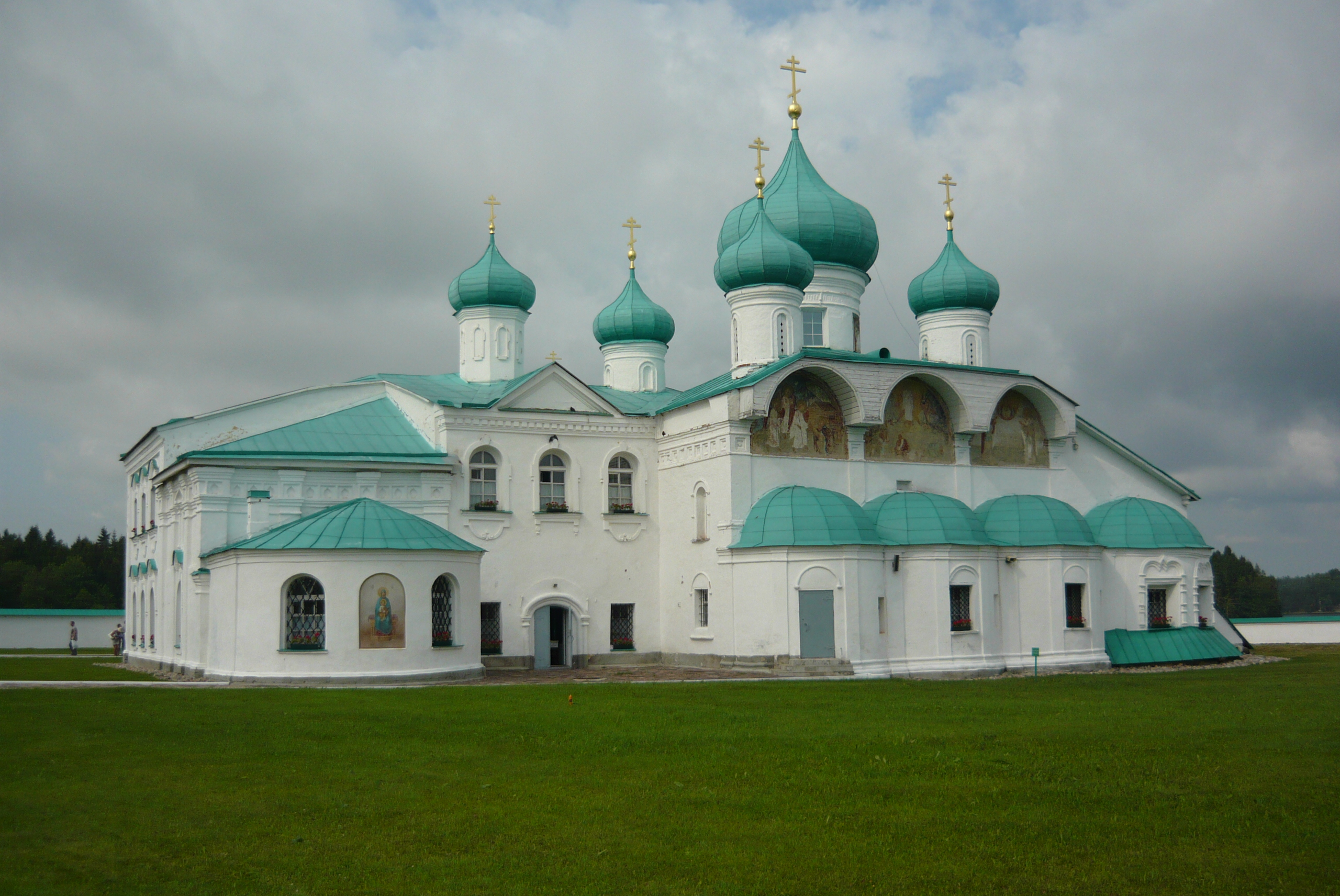
Iglesia de la Trinidad del monasterio Aleksandro-Svirski.